# PL-12
PL-12 또는 SD-10는 중국의 중거리 공대공 미사일로서, 중국판 암람이다. 공대공, 지대공, 함대공 발사가 가능하다.
유효사거리가 100 km를 넘는다고 알려져 있다. 당초 70 km라고 알려져 있었다. 러시아의 시커기술, 이스라엘 더비 미사일의 기술을 도입하여 개발했다. 중국판 FA-50인 FC-1(12톤), 중국판 F-16인 청두 J-10(19톤) 등 모든 중국 전투기에 장착할 수 있다.
암람이 150 kg인데 비해, PL-12는 199 kg으로서, 다소 무겁다.

## 개량형
새로운 3가지 버전이 알려졌다:
- PL-12B: 유도장치를 개선했다.[5]
- PL-12C: 스텔스기 내부창에 장착하기 위해 날개를 접을 수 있게 했다.[5]
- PL-12D: 보다 장거리 요격을 위해 하부에 공기흡입구와 램제트 엔진을 장착했다. PL-21과 비슷하다.[5]

## 모드
PL-12는 네 가지 모드로 발사될 수 있다. 전통적인 LOBL 모드에서만 전투기의 레이다가 필요하기 때문에, 헬기 등 레이다가 없는 항공기나 지상에서는 나머지 세가지 모드로만 사용할 수 있다.
- LOBL : 발사전락온모드. 발사 전 전투기의 레이다로 락온을 하여 지령유도 방식으로 발사한다. 전투기의 레이다가 필요하다.
- LOAL : 발사후락온모드. 목표물을 락온하지 않고 임의의 지점으로 발사한 후, 미사일의 데이터링크를 통해 중간유도(지령유도)하고, 종말유도에서 미사일 내장 액티브 레이다를 켠다. 전투기의 레이다가 필요없다. 이스라엘 더비 미사일이 LOAL로 유명한데, 더비의 경우, 전투기 레이다가 필요없이 조기경보기 레이다로 직접 미사일을 중간유도할 수 있다.
- 파이어앤포겟 모드 : 발사 전 미사일 내장 액티브 레이다를 켜서 락온하여 발사한다. 전투기의 레이다가 필요없다.
- home-on-jam 모드 : 전투기나 미사일에서 일체의 레이다 전파를 발사하지 않고, 목표물이 방출하는 레이다 신호를 포착해 수동식으로 근접하여 접근한다. 전투기의 레이다가 필요없다.

## LS-II ADS
미국의 SL-암람과 같이, 이동식 차량에 PL-12를 장착한 지대공 미사일 버전인 LS-II ADS를 2008년 중국 에어쇼에서 공개했다. 레이시온의 SL-암람은 3발의 사이드와인더와 3발의 암람을 장착했으나, 중국의 LS-II ADS는 2발의 PL-9와 2발의 PL-12를 장착했다.

## 사용국가
- 중국
- 파키스탄

## 같이 보기
- 암람 -  미국 152 kg, ARH 미사일
- AA-12 -  러시아 226 kg, ARH 미사일
- PL-12 -  중화인민공화국 199 kg, ARH 미사일
- 더비 -  이스라엘 118 kg, ARH 미사일
- 99식 공대공 미사일 -  일본 222 kg, ARH 미사일
- MBDA 미티어 -  유럽 185 kg, ARH 미사일
- 아스트라 -  인도 154 kg, ARH 미사일
- 천검2 -  중화민국 190 kg, ARH 미사일